# Giulvăz, Timiș

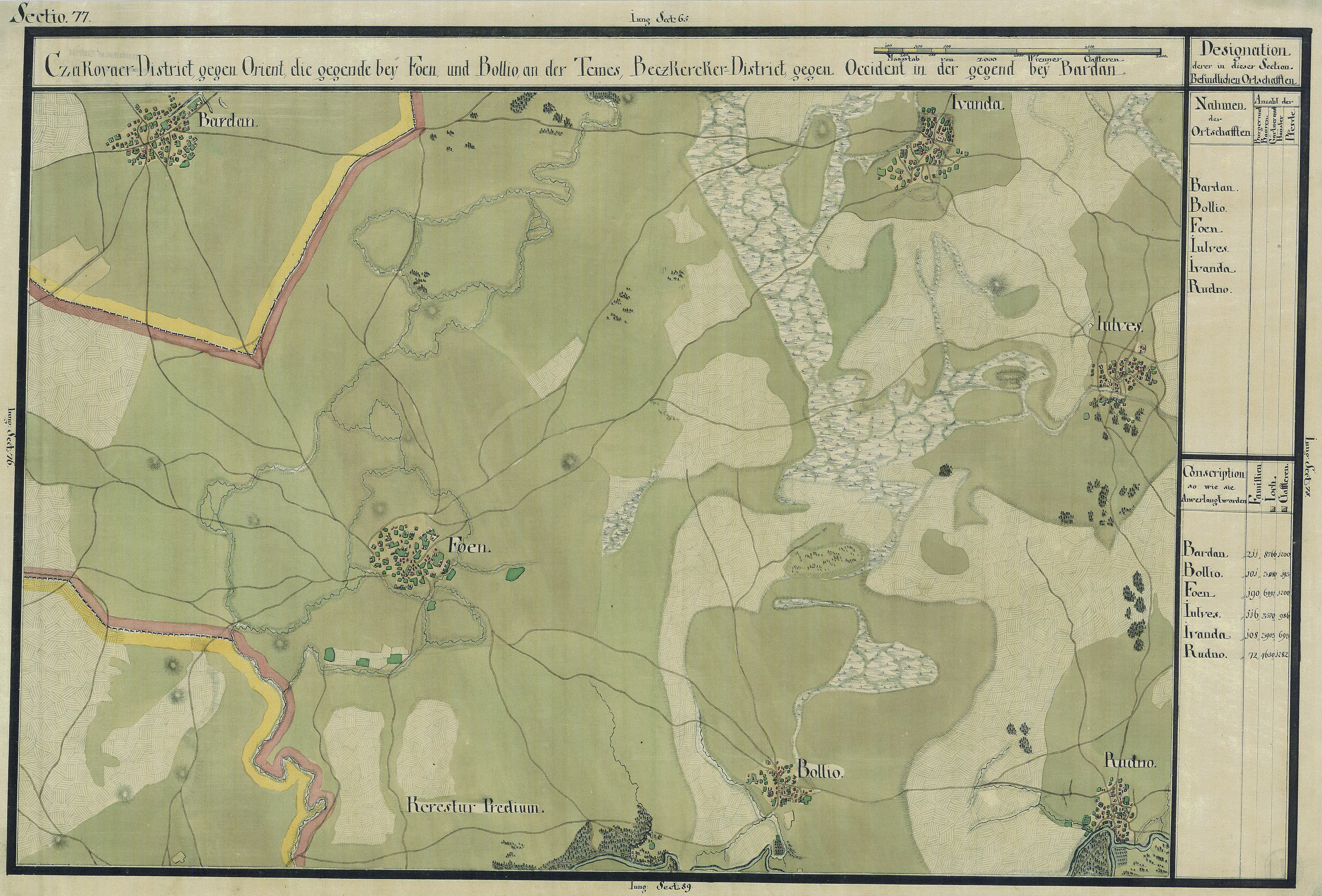
Giulvăz în Harta Iosefină a Banatului, 1769-72

Giulvăz (germană Djulwes, Giulwess, Djulves, Giulwesz, sârbă Ђулвез, Đulvez, maghiară Torontálgyülvész) este satul de reședință al comunei cu același nume din județul Timiș, Banat, România.

## Istoric
În perioada interbelică, Periam a fost sediul plășii Giulvăz, din județul  interbelic Timiș-Torontal.

## Personalități
- Alexandru Cristeți (1874 - 1940), deputat în Marea Adunare Națională de la Alba Iulia 1918

## Legăturie externe
\]
/files/buruleanu_dan_paun_liliana_giulvaz.pdf Monografia ilustrată a comunei GIULVĂZ], autori: Dan N. Buruleanu și Liana N. Păun